# Lambert Hessler
Lambert Hessler, uváděn též jako Lambert Hässler (6. září 1834 Vodňany – 13. května 1886 Písek), byl rakouský a český právník a politik, v 2. polovině 19. století poslanec Českého zemského sněmu a Říšské rady.

## Život
Narodil se do rodiny krejčovského mistra Matěje Hesslera a jeho manželky Marie, rozené Filausové. Absolvoval gymnázium v Písku a práva na univerzitě v Praze. Roku 1862 získal titul doktora práv. Pracoval jako notář v Prachaticích a roku 1869 se stal zemským advokátem v Písku, kde byl aktivní i v komunální politice a působil na postu náměstka starosty města. Byl rovněž náměstkem okresního starosty, ředitelem kanceláře Městské spořitelny a předsedou Muzejního spolku.
V doplňovacích volbách roku 1874 byl zvolen na Český zemský sněm za městskou kurii (obvod Písek). V rámci tehdejší politiky pasivní rezistence ale funkci poslance fakticky nevykonával, byl pro absenci zbaven mandátu a obhájil jej pak v doplňovacích volbách roku 1875, roku 1876 a 1877. Uspěl pak v řádných volbách roku 1878. Na mandát rezignoval roku 1880 a místo něj nastoupil Jan Suda. Zastupoval Národní stranu (staročechy).
Zasedal také v Říšské radě (celostátní zákonodárný sbor), kam byl zvolen v prvních přímých volbách roku 1873, kurie městská, obvod Písek, Domažlice, Volyně atd. Z politických důvodů se nedostavil do sněmovny, čímž byl jeho mandát i přes opakované zvolení prohlášen za zaniklý.
V posledních čtyřech letech před smrtí ovdověl a staral se o šest svých dětí. Zemřel v květnu 1886.
Jeho příbuzným a jmenovcem byl oční a porodní lékař Lambert Hessler působící počátkem 20. století v Rakovníku (zemřel roku 1917).